# 이용석 (교수)
이용석(1950년 ~ )은 대한민국의 공학자이자 전(前) 연세대학교 공과대학 전기전자공학과 교수이다.

## 생애
이용석은 1950년 서울특별시에서 1남 3녀 중 둘째로 태어났다. 1973년 연세대학교 공과대학 전기공학에서 학사 학위를 취득하였다. 이후, 1977년에는 미국 미시간대학교에서 반도체 설계 석사 학위를 받았고, 같은 학교에서 1981년에 반도체 설계 박사 학위를 받았다. 이후에는 1982년부터 1992년까지 미국 실리콘밸리에 위치한 회사들에서 반도체를 설계하였으며, 인텔 사에서 펜티엄을 설계하기도 하였다. 1993년에는 한국에 나와 연세대학교 전기전자공학과 교수로 재직하였으며, 2016년 2월에 정년퇴직 하였다.
경기도 파주 교하 신도시의 입찰 비리를 폭로하여, 2010년 국민신문고 대상 시상식에서 국민훈장 목련장과, 참여연대가 공익 제보자에게 수여한 의인상을 받았다.

## 학력
- 1973년 연세대학교 전기공학 학사
- 1977년 미시간대학교 반도체 설계 석사
- 1981년 미시간대학교 반도체 설계 박사

## 경력
- KARL (한국 아마추어 무선 연맹) 국제위원장
- 연세대학교 공과대학 전기전자공학과 교수 (1993년 ~ 2016년)
- 인텔 반도체 설계 연구원 (인텔 펜티엄 설계)